# Kardashian (famiglia)
La famiglia Kardashian–Jenner è una famiglia statunitense nota per la sua influenza nei settori dell’intrattenimento, della televisione, della moda e degli affari. Diversi membri della famiglia vantano patrimoni superiori al miliardo di dollari. La notorietà della famiglia è iniziata nel 2007, quando Kim Kardashian divenne celebre in seguito alla diffusione di un sextape girato con l'ex fidanzato, il cantante Ray J. Tale evento diede il via alla popolarità mediatica del nucleo familiare. Dal 2007 al 2021, i membri della famiglia sono stati protagonisti del reality show Al passo con i Kardashian, che ha avuto un ruolo fondamentale nell'amplificare la loro fama e nel permettere a ciascuno di sviluppare una propria carriera imprenditoriale e pubblica. Dal 2022, il nuovo reality The Kardashians ha continuato a documentare le vicende familiari.
Kourtney ha avuto una lunga relazione con l’imprenditore statunitense Scott Disick, dalla quale sono nati tre figli: Mason, Penelope e Reign. Successivamente, ha sposato il batterista dei blink-182, Travis Barker, con cui ha avuto un figlio, Rocky. Barker ha anche due figli, Landon e Alabama, nati dal suo precedente matrimonio. Kim è stata sposata con il rapper statunitense Kanye West, da cui ha avuto quattro figli: North, Saint, Chicago e Psalm. Kholé ha avuto una relazione con il cestista canadese Tristan Thompson, con il quale ha avuto due figli: True e Tatum. Rob è stato insieme alla rapper e modella statunitense Blac Chyna, con cui ha avuto una figlia, Dream. Kylie ha avuto una relazione con il rapper e cantante Travis Scott, dalla quale sono nati due figli: Stormi e Aire.

## Origini
La notorietà della famiglia ha avuto origine con Robert Kardashian e Kris Jenner (precedentemente Houghton), genitori di quattro figli: Kourtney, Kim, Khloé e Rob Kardashian. Dopo il divorzio avvenuto nel 1991, Kris si è risposata con il campione olimpico Bruce Jenner, che nel 2015 ha annunciato la sua transizione di genere assumendo il nome di Caitlyn Jenner. Da questa seconda unione sono nate Kendall e Kylie Jenner. Robert Kardashian Sr. è noto anche per aver fatto parte del team legale durante il celebre processo a O. J. Simpson. Robert è deceduto nel 2003 per un cancro all'esofago. I suoi nonni paterni erano immigrati armeni provenienti dall’Impero ottomano, originari delle città di Karakale e Ardahan, e si stabilirono negli Stati Uniti all'inizio del XX secolo, prima del genocidio armeno del 1915.

## I componenti
I membri più noti della famiglia Kardashian-Jenner includono:
- Kris Jenner
- Kim Kardashian
- Kourtney Kardashian
- Kholé Kardashian
- Kendall Jenner
- Kylie Jenner
- Robert Kardashian
- Caitlyn Jenner

Persone legate alla famiglia Kardashian-Jenner:
- Chrystie Scott (ex moglie di Caitlyn Jenner)
- Linda Thompson (ex moglie di Caitlyn Jenner)
- Brandon Jenner (figlio di Caitlyn Jenner e Linda Thompson)
- Brody Jenner (figlio di Caitlyn Jenner e Linda Thompson)
- Burt Jenner (figlio di Caitlyn Jenner e Chrystie Scott)
- Cassandra Marino (figlia di Caitlyn Jenner e Chrystie Scott)
- Damon Thomas (ex marito di Kim Kardashian)
- Kris Humphries (ex marito di Kim Kardashian)
- Kanye West (ex marito di Kim Kardashian)
- Ray J (ex fidanzato di Kim Kardashian)
- North West (figlia di Kim Kardashian e Kanye West)
- Saint West (figlio di Kim Kardashian e Kanye West)
- Chicago West (figlia di Kim Kardashian e Kanye West)
- Psalm West (figlio di Kim Kardashian e Kanye West)
- Scott Disick (ex fidanzato di Kourtney Kardashian, 2006–2015)
- Mason Disick (figlio di Kourtney Kardashian e Scott Disick)
- Penelope Disick (figlia di Kourtney Kardashian e Scott Disick)
- Reign Disick (figlio di Kourtney Kardashian e Scott Disick)
- Travis Barker (marito di Kourtney Kardashian)
- Landon Barker (figliastro di Kourtney Kardashian)
- Alabama Barker (figliastra di Kourtney Kardashian)
- Rocky Barker (figlio di Kourtney Kardashian e Travis Barker)
- Lamar Odom (ex marito di Khloé Kardashian)
- Tristan Thompson (ex fidanzato di Khloé Kardashian, 2016–2021)
- True Thompson (figlia di Khloé Kardashian e Tristan Thompson)
- Tatum Thompson (figlio di Khloé Kardashian e Tristan Thompson)
- Cody Simpson (ex fidanzato di Kylie Jenner, 2011)
- Tyga (ex fidanzato di Kylie Jenner, 2015–2017)
- Travis Scott (ex fidanzato di Kylie Jenner, 2017–2023)
- Timothée Chalamet (fidanzato di Kylie Jenner dal 2024)
- Stormi Webster (figlia di Kylie Jenner e Travis Scott)
- Aire Webster (figlio di Kylie Jenner e Travis Scott)
- Ben Simmons (ex fidanzato di Kendall Jenner, 2018–2020)
- Devin Booker (ex fidanzato di Kendall Jenner, 2020–2022)
- Bad Bunny (ex fidanzato di Kendall Jenner, 2022–2025)
- Blac Chyna (ex fidanzata di Rob Kardashian)
- Dream Kardashian (figlia di Rob Kardashian e Blac Chyna)